# Buhoma procterae
Buhoma procterae — вид змій з надродини Elapoidea. Ендемік Танзанії.

## Поширення й екологія
Buhoma procterae мешкають у горах Улугуру й Удзунгва на сході Танзанії. Вони живуть у вологих гірських тропічних лісах, серед каміння й лісової підстилки. Зустрічаються на висоті від 1500 до 2000 м над рівнем моря. Відкладають яйця, у кладці 3 яйця.

## Збереження
МСОП класифікує цей вид як вразливий. Buhoma procterae загрожує знищення природного середовища.